# 普勒默尔博杜
普勒默尔博杜（法語：Pleumeur-Bodou，法語發音：[plømœʁ bɔdu]）是法国阿摩尔滨海省的一个市镇，位于该省西北部，属于拉尼永区。

## 地理
普勒默尔博杜（48°46'23"N, 3°31'4"W）面积26.71 平方千米，位于法国布列塔尼大區阿摩尔滨海省，该省份为法国西北部沿海省份，位于布列塔尼半岛北部，北濒大西洋英吉利海峡，西接菲尼斯泰尔省，南至莫尔比昂省，东临伊勒-维莱讷省。
与普勒默尔博杜接壤的市镇（或旧市镇、城区）包括：拉尼永、佩罗斯吉雷克、特雷伯当、特雷加斯泰勒。

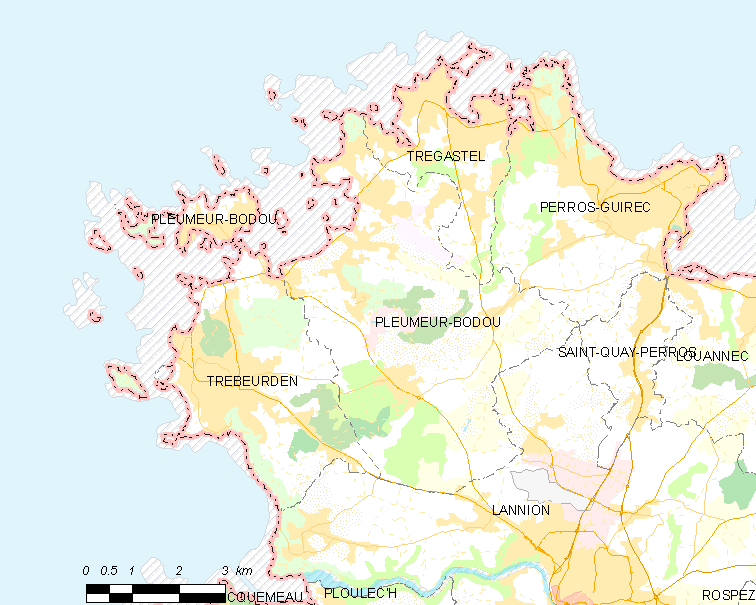
普勒默尔博杜的OSM定位图

普勒默尔博杜的时区为UTC+01:00、UTC+02:00（夏令时）。

## 行政
普勒默尔博杜的邮政编码为22560，INSEE市镇编码为22198。

## 政治
普勒默尔博杜所属的省级选区为佩罗斯吉雷克县。

## 人口

1962-2008年间普勒默尔博杜人口变化图示

普勒默尔博杜于2022年1月1日时的人口数量为3828人。